# Plymouth Arrow
Plymouth Arrow – samochód sportowy klasy kompaktowej produkowany pod amerykańską marką Plymouth w latach 1976 – 1980.

## Historia i opis modelu

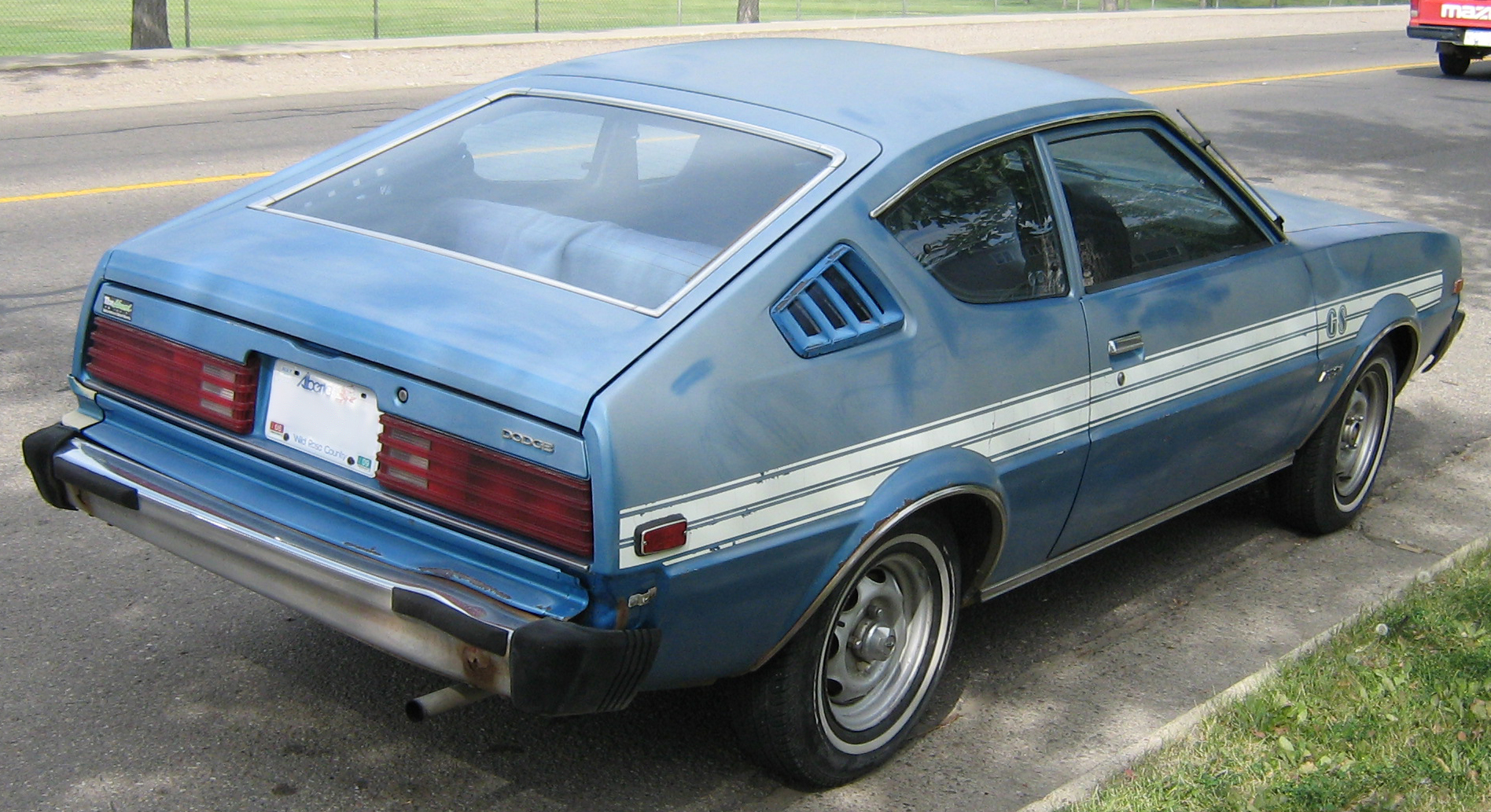
Plymouth Arrow - tył

Na początku 1976 roku Plymouth podjął decyzję o opracowaniu lokalnej odmiany japońskiego Mitsubishi Lancer Celeste w ramach współpracy z tą marką, którą koncern Chrysler nawiązał w latach 70. Plymouth Arrow był kompaktowym samochodem sportowym, które było najtańszym tego typu pojazdem w ofercie marki. 
W Kanadzie samochód oferowano pod marką Dodge jako Dodge Arrow, a w Portoryko jako Dodge Celeste. Produkcja zakończyła się w 1980 roku, a następcą została inna bliźniacza konstrukcja wobec Mitsubishi - model Sapporo.

### Wersje wyposażeniowe
- GS
- GT
- Fire

### Silnik
- L4 2.0l 4G52
- L4 2.0l G52B